# William Avery
Pour les articles homonymes, voir Avery.
William Avery, né le 8 août 1979 à Augusta (Géorgie), aux États-Unis, est un joueur américain de basket-ball. Il évolue au poste meneur.